# Pocket PC 2002
Pocket PC 2002 (nombre en clave Merlin), fue lanzado en octubre de 2001. Al igual que su predecesor, Pocket PC 2000, está basado en Windows CE 3.0. A pesar de que apuntó principalmente para dispositivos con pantallas con resolución de 240×320 (QVGA), Pocket PC 2002 también era utilizado para PC Phones y, por primera vez, para teléfonos inteligentes. Los teléfonos inteligentes producidos con este sistema eran en su mayoría dispositivos GSM. Con futuras actualizaciones, los PPC y los teléfonos inteligentes fueron encontrándose, debido a las ideas innovadoras de los OEMs, con sus propios diseños individuales.

## Características
Estéticamente, Pocket PC 2000 fue desarrollado para añadir la interfaz del apenas lanzado Windows XP, su contraparte, por lo que también sus aplicaciones como el Reproductor de Windows Media, MSN Messenger y el Lector de Microsoft fueron actualizadas. También se renovaron las apps de Microsoft Office Mobile para Pocket PC, con un mejorado corrector ortográfico y una herramienta para contar las palabras en Pocket Word y Pocket Power Point. La conectividad estuvo mejorada con file beaming en dispositivos con otros sistemas operativos como Palm OS, además de la inclusión de soporte para Terminal Services y red privada virtual y la capacidad de sincronizar carpetas. Otra mejora incluida es la capacidad de editar o descargar temas para la interfaz del sistema.

## Dispositivos
En general, los dispositivos Pocket PC 2002 se dividen en dos categorías: dispositivos para consumidores y modelos industriales resistentes. Los dispositivos de Audiovox, Casio, Compaq, Hewlett-Packard (HP) y Toshiba, tienen un tamaño de 5" de largo, 3" de ancho y un poco más de 0.5" de profundidad. Además, tienen pantallas LCD transreflexivas a color que rivalizan con pantallas de PC portátiles en claridad (las pantallas son más fáciles de ver al aire libre bajo la luz solar directa que las pantallas de PCs portátiles), pero ofrecen una resolución de pantalla relativamente baja de 320 x 240 píxeles. Estos dispositivos suelen contener un estilete, para hacer notas o dibujar en los dispositivos. También suelen contener botones alrededor del PPC, para manejar funciones básicas, como ir a la pantalla principal o llamar a un contacto.